# Mazda CX-7
De Mazda CX-7 is een cross-over in de middenklasse van het Japanse automerk Mazda. De productie begon in 2006, in 2010 kwam de tweede generatie van de CX-7 uit, die onder andere een nieuw interieur en een grotere bumper bevatte. Wegens tegenvallende verkoopcijfers zijn de verkopen in Europa in 2012 gestaakt.
De modellen van de Mazda CX-7 vertonen over de wereld op de verschillende markten (Australië, Verenigde Staten, Europa, etc.) kleine verschillen.

## Technische informatie

### Algemene informatie
| Algemene technische informatie | Algemene technische informatie                       |
| Onderdeel                      | Informatie                                           |
| ------------------------------ | ---------------------------------------------------- |
| Lengte                         | 4,7 meter                                            |
| Breedte                        | 1,9 meter                                            |
| Hoogte                         | 1,6 meter                                            |
| Wielbasis                      | 2,75 meter                                           |
| Gewicht                        | 1800 kg                                              |
| Aandrijving                    | voorwielaandrijving, vierwielaandrijving (optioneel) |
| Versnellingsbak                | 6 versnellingen manueel of automatisch               |
| Uitvoeringen                   | 2.2 L Diesel 2.3 L Turbo 2.5 L                       |

### 2.2 L Diesel
| Technische informatie 2.2 | Technische informatie 2.2     |
| Onderdeel                 | Informatie                    |
| ------------------------- | ----------------------------- |
| Motor                     | 2.2 liter MZR met 4 cilinders |
| Kracht                    | 130 kW                        |
| Koppel                    | 400 Nm                        |
| Brandstof                 | diesel                        |

### 2.3 L Turbo
| Technische informatie 2.3 | Technische informatie 2.3    |
| Onderdeel                 | Informatie                   |
| ------------------------- | ---------------------------- |
| Motor                     | 2.3 liter MZR met turbolader |
| Kracht                    | 182 kW                       |
| Koppel                    | 350 Nm                       |
| Brandstof                 | benzine                      |

### 2.5 L
| Technische informatie 2.5 | Technische informatie 2.5 |
| Onderdeel                 | Informatie                |
| ------------------------- | ------------------------- |
| Motor                     | 2.5 liter MZR             |
| Kracht                    | 120 kW                    |
| Koppel                    | 218 Nm                    |
| Brandstof                 | benzine                   |

## Galerij

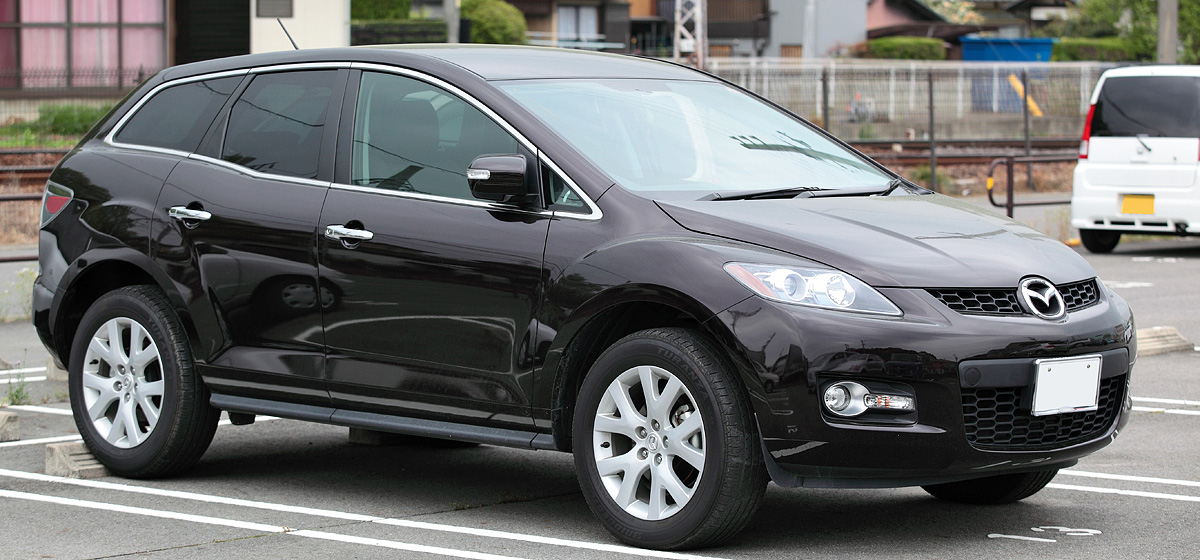
Mazda CX-7 in Japan
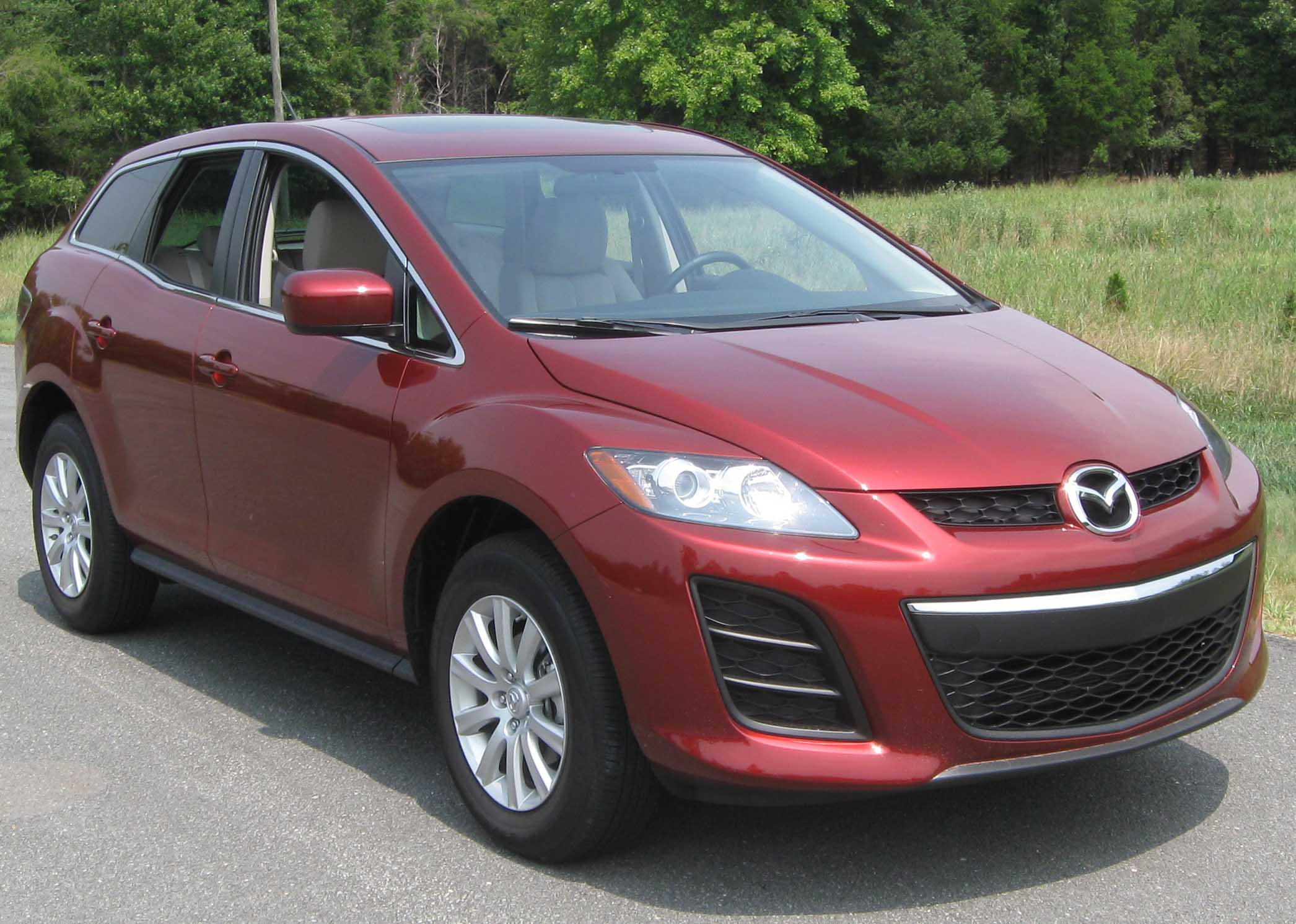
Mazda CX-7 in de Verenigde Staten
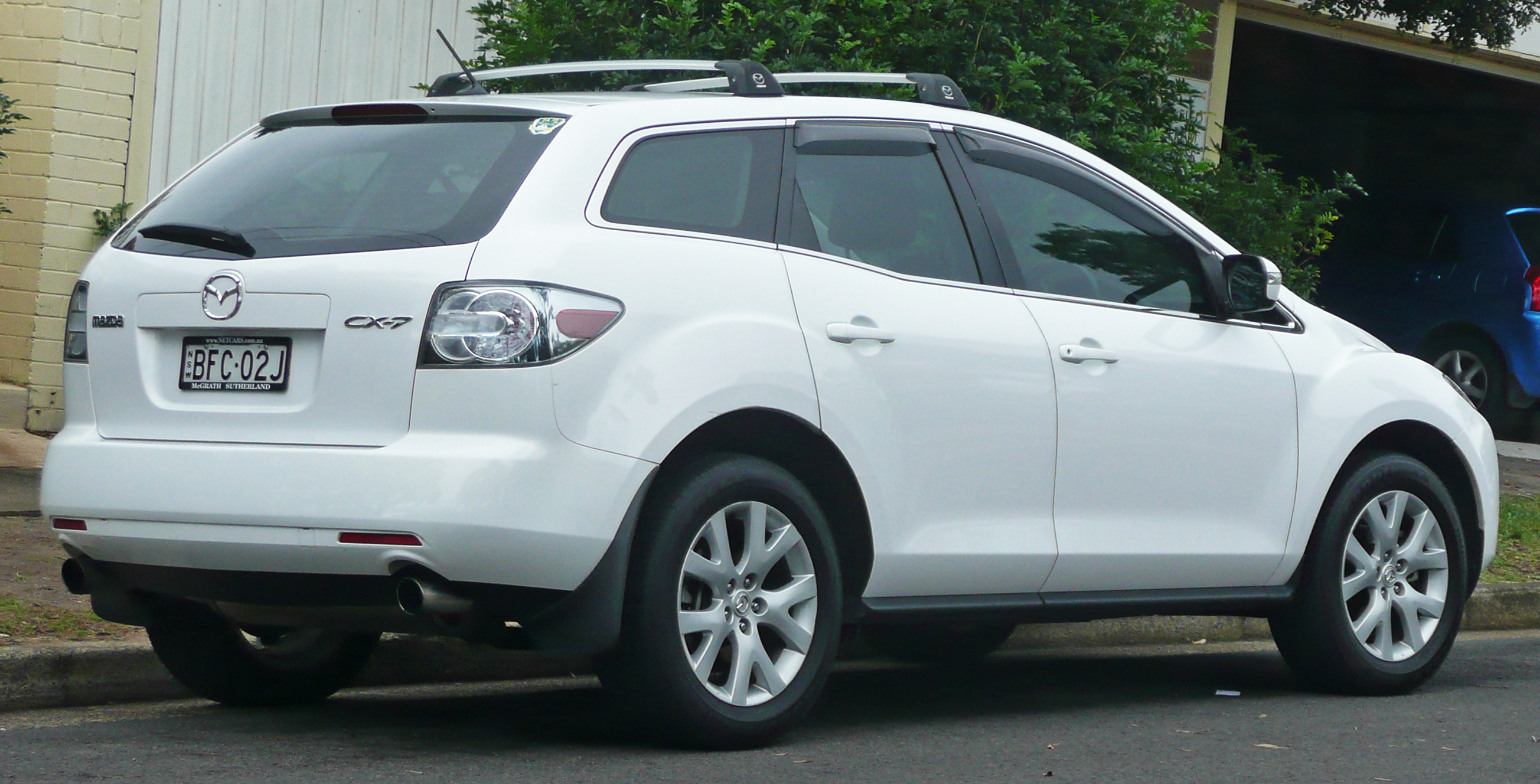
Eerste generatie in Australië

Concept-modellen:
Furai
Huidige modellen in Nederland:
2 ·
3 ·
6 ·
CX-3 ·
CX-30 ·
MX-30 ·
CX-5 ·
MX-5 ·
Huidige modellen internationaal:
BT-50 ·
Carol ·
CX-4 ·
CX-9 ·
E-Series ·
Scrum ·
Spiano ·
Titan ·
1960-1969
1000/1300 ·
1500 ·
B-Series ·
Carol ·
Cosmo ·
E360 ·
E-Series ·
R130 ·
R360
1970-1979
323 ·
626 ·
929 ·
Roadpacer ·
RX-2 ·
RX-3 ·
RX-4 ·
RX-5 ·
RX-7
1980-1989
121 ·
MPV ·
MX-6 ·
1990-1999
AZ-Offroad ·
AZ-Wagon ·
Demio ·
Laputa ·
MX-3 ·
Navajo ·
Premacy ·
Xedos 6 ·
Xedos 9
2000-2009
5 ·
Biante ·
CX-7 ·
RX-8 ·
Spiano ·
Tribute ·
Verisa ·